# 沃蘭島
飞虫島（英語：Insectflight Island），是南極洲的島嶼，位於葛拉漢地，處於戴維森島以北1.9公里的克里斯塔爾灣，根據英國研究隊的測量被繪入地圖，以美國物理學家命名，現時由南極條約體系管理。